# Банковци (Болгария)
Банковци (болг. Банковци) — село в Болгарии. Находится в Габровской области, входит в общину Габрово. Население составляет 20 человек.